# Lorenzo Bonincontri
Lorenzo Bonincontri (San Miniato, Toscana, 23 de febrer 1410 - ?, 1491) fou un astròleg, humanista i historiador italià. Va viure a diferents ciutats d'Itàlia: Nàpols (1450-75), Florència (1475-78) i Roma (1483-91), on va escriure part de la seva obra.

## Obres
- Rerum naturalium, Nàpols,(1469), poema
- Rerum naturalium et divinis ad Laurentium Medicem, Nàpols,(1475), poema
- De rebus coelestibus, aureum opusculum escrit astrològic dedicat a Ferran II de Catalunya-Aragó, publicat el 1526.
- Chronicon (crònica que engloba del 903 al 1458)
- Vaticinium (Prognosticon for 1488/89) llibre astrològic.
- Vaticinium (Prognosticon for 1486/87) llibre astrològic.
- història dels reis de Nàpols i de Sicília.